# Charles-Augustin Sainte-Beuve
Charles-Augustin Sainte-Beuve [ejtsd: szent bőv] (Boulogne-sur-Mer, 1804. december 23. – Párizs, 1869. október 13.) francia író, költő, újságíró, irodalomkritikus.

## Élete
Özvegy édesanyja és apai nagynénje nevelte fel, mert az apa Charles-Augustin születése előtt két hónappal meghalt. Az érettségi után Sainte-Beuve orvosnak készült, de két évi tanulás és kórházi gyakorlat után az újságírás és az irodalom felé fordult. A Le Globe liberális irodalmi és filozófiai hetilapban jelent meg első cikke Joseph Delorme álnéven. 1827-ben dicsérő kritikát írt Victor Hugo Ódák és balladák verseskötetéről, és ekkor kezdődött barátságuk. Együtt vettek részt Charles Nodier író és akadémikus irodalmi találkozóin a Bibliothèque de l'Arsenalban. A cénacle-nak nevezett összejöveteleket a romantika bölcsőjének tartották. Minden vasárnap este ott gyűltek össze az írók, költők és művészek, hogy felolvassák és megbeszéljék írásaikat, verseiket. Politikával is foglalkoztak. Hugo és Saint-Beuve is megalakították saját irodalmi körüket Hugo lakásán. Adèle, Hugo felesége nagyon diszkréten elfogadta Sainte-Beuve udvarlását, ezért a barátság Hugóval megszakadt 1830-ban.
Sainte-Beuve a saint-simonistákhoz csatlakozott, Pierre Leroux-val, Henri Lacordaire-rel és Lamennais-vel barátkozott. Verseit először Joseph Delorme álnéven adta ki. A Volupté című regénye önéletrajz. A Történeti és kritikai körkép a XVI. századi francia költészetről és színházról (Tableau historique et critique de la Poésie française et du théâtre français au XVIe siècle) még ma is alapműnek számít. Mivel versei és regénye nem arattak átütő sikert, Sainte-Beuve az irodalomkritika felé fordult. Cikkeit közölte a Le Globe, a Revue de Paris, Revue des Deux-Mondes, Le Constitutionnel és a Le Moniteur Universel.
1837-ben Lausanne-ba hívták, hogy tartson előadásokat a janzenista Port-Royalról. Az órák kibővített anyagából született az Histoire de Port-Royal, amit legjelentősebb művének tartanak.
1844-ben a Francia Akadémia tagja lett, ahol az antiklerikálisok és kormánypártiak vezetője volt. Nem tudta megakadályozni Félix Dupanloup, Victor de Laprade és Henri Lacordaire beválasztását az Akadémiába. Sikertelenül támogatta Théophile Gautier-t és Charles Baudelaire-t az akadémiai tagválasztásokon.
Sainte-Beuve, Hugóval ellentétben, a Második Francia Császárság mellé állt 1852-ben. 1854-ben kinevezték a Collège de France latin tanszékének élére. Bemutatkozó óráját a liberális diákok megzavarták, ezért benyújtotta lemondását. 1857-ben tanári állást kapott az École normale supérieure-ön. 1865-ben bekerült a szenátusba, ahol kiállt az irodalom szabadsága és szólásszabadság mellett.
Sainte-Beuve új módszert alkalmazott az irodalomkritikában. Az írókat életrajzuk, életkörülményeik, történelmi és szociológiai helyzetük alapján értékelte. Módszerét később Marcel Proust hevesen bírálta.
1869. október 13-án hunyt el Párizsban. A Montparnasse-i temetőben helyezték örök nyugalomra.

## Művei

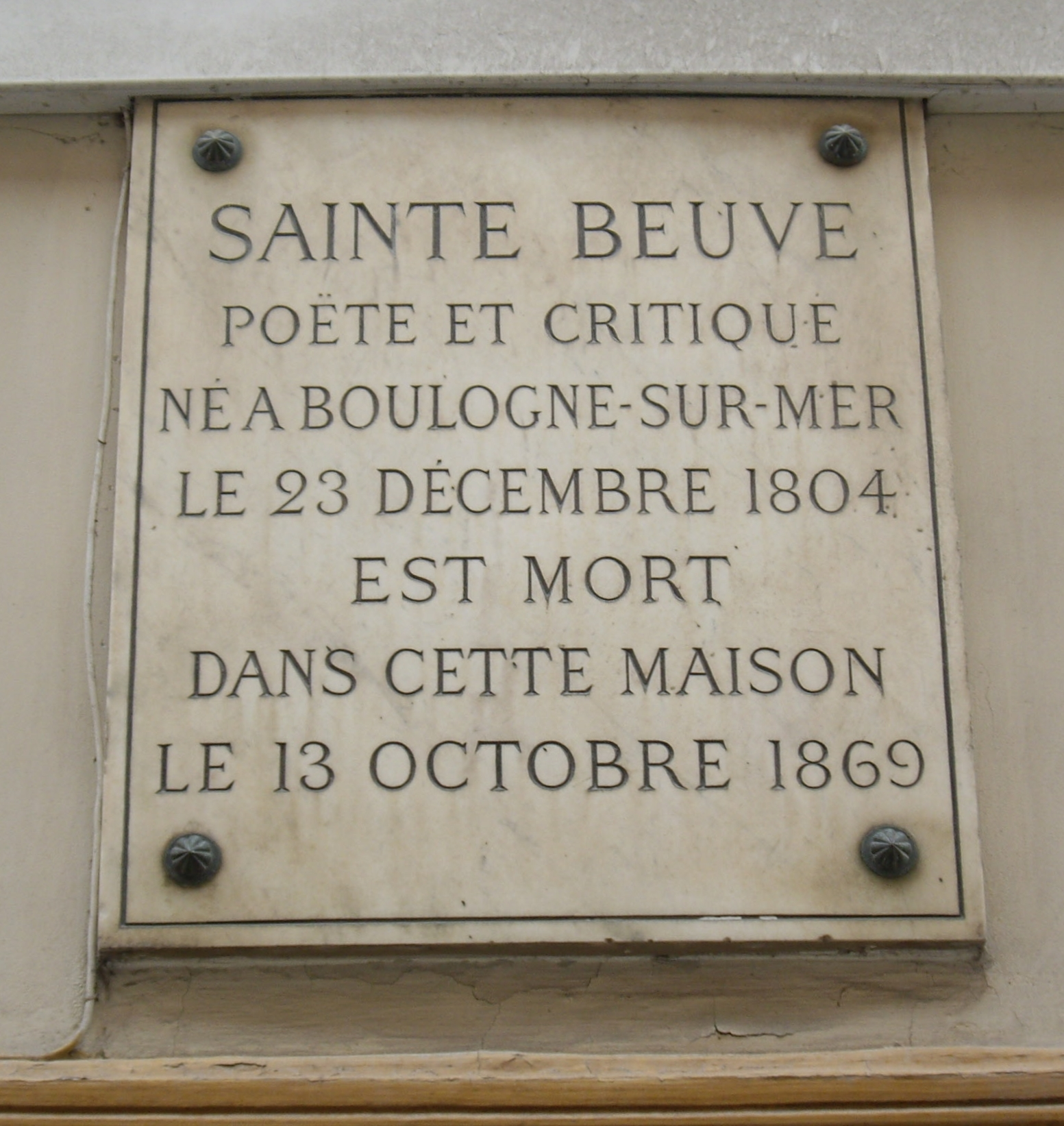
Emléktábla lakhelyén

### Versek
- Vie, poésies et pensées de Joseph Delorme (1829)
- Les Consolations (1830)
- Pensées d'août (1837)
- Livre d’amour (1843)
- Poésies complètes (1863)

### Regény, novella
- Volupté (1835) (Önéletrajz)
- Madame de Pontivy (1839)
- Christel (1839)
- Le Clou d’or
- La Pendule (1880)